# أولاد أمراح (أولاد زمام)
أولاد أمراح هي إحدى مشيخات المملكة المغربية، تتبع جغرافيا لإقليم الفقيه بن صالح وإداريًا لأولاد زمام. يقدر عدد سكانها بـ 5866 نسمة حسب الإحصاء الرسمي للسكان والسكنى لسنة 2004.